# 圣米歇尔 (塔恩-加龙省)
圣米歇尔（法語：Saint-Michel，法語發音：[sɛ̃ miʃɛl] ⓘ）是法国奥克西塔尼大区塔恩-加龙省的一个市镇，属于卡斯泰尔萨拉桑区。

## 地理
圣米歇尔（44°1'58"N, 0°56'42"E）面积13.41 平方千米，位于法国奧克西塔尼大區塔恩-加龙省，该省份为法国西南部内陆省份，北起顺时针与洛特省、阿韦龙省、塔恩省、上加龙省、热尔省和洛特-加龙省接壤。
与圣米歇尔接壤的市镇（或旧市镇、城区）包括：阿斯克、欧维拉尔、巴尔迪格、卡斯泰拉布泽、埃斯帕莱、梅尔勒、勒潘。

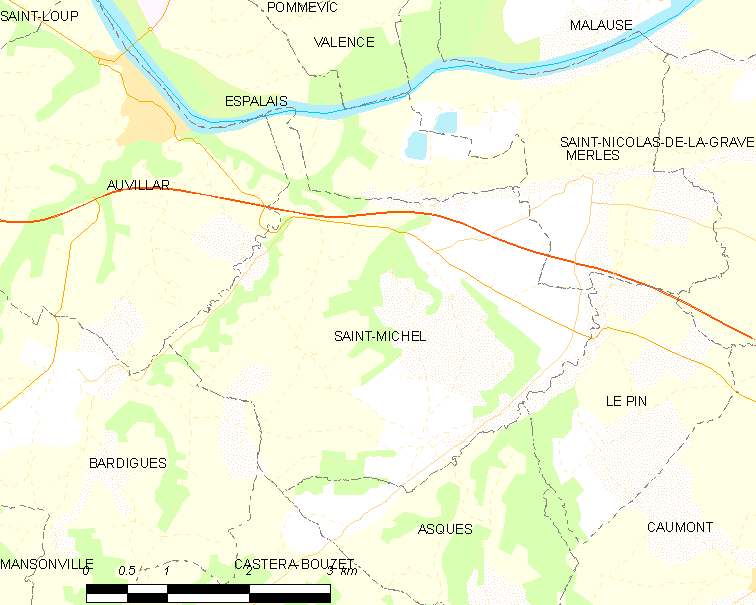
的OSM定位图

圣米歇尔的时区为UTC+01:00、UTC+02:00（夏令时）。

## 行政
圣米歇尔的邮政编码为82340，INSEE市镇编码为82166。

## 政治
圣米歇尔所属的省级选区为加龙-洛马涅-布吕尤瓦县。

## 人口

1962-2008年间人口变化图示

圣米歇尔于2022年1月1日时的人口数量为274人。